# 盛岡ラジオ送信所
盛岡ラジオ送信所（もりおからじおそうしんじょ）は、岩手県紫波郡矢巾町にあるNHK盛岡放送局とIBC岩手放送のラジオ送信所の総称。正式な名称は、NHKが矢巾ラジオ放送所、IBCが矢巾ラジオ送信所である。

## 概要
- 当送信所は、紫波郡矢巾町内にあり、盛岡盆地の広範囲にわたり電波を発射している。

## 送信所周辺
- NHK・IBC共、田んぼがある程度。但し、近くには東北自動車道が通っている。

## 送信所概要
| 放送局名         | コールサイン    | 周波数          | 出力            | 放送対象地域    | 放送区域内世帯数 |                 |
| NHKラジオ送信所  | NHKラジオ送信所 | NHKラジオ送信所 | NHKラジオ送信所 | NHKラジオ送信所 | NHKラジオ送信所  | NHKラジオ送信所 |
| ---------------- | --------------- | --------------- | --------------- | --------------- | ---------------- | --------------- |
| NHK盛岡ラジオ第1 | JOQG            | 531kHz          | 10kW            | 岩手県          | 約-世帯          |                 |
| NHK盛岡ラジオ第2 | JOQC            | 1386kHz         | 10kW            | 全国            | 約-世帯          |                 |
| IBCラジオ送信所  |                 |                 |                 |                 |                  |                 |
| IBC岩手放送      | JODF            | 684kHz          | 5kW             | 岩手県          | 約-世帯          |                 |

### 送信所所在地
- NHK…紫波郡矢巾町広宮沢第8地割126番地
- IBC…紫波郡矢巾町煙山第23地割59番3号

### その他
- IBCラジオは、1971年12月25日まで現在の盛岡市青山地区に、またNHKは開局当初、現在の盛岡市上田四丁目にラジオ送信所がそれぞれ置かれていた。いずれも施設の老朽化と周辺地区の都市化進行により現在地に移転してきたものである。
なお両局共にAMステレオ放送は非実施である。